# École de peinture d'Avignon

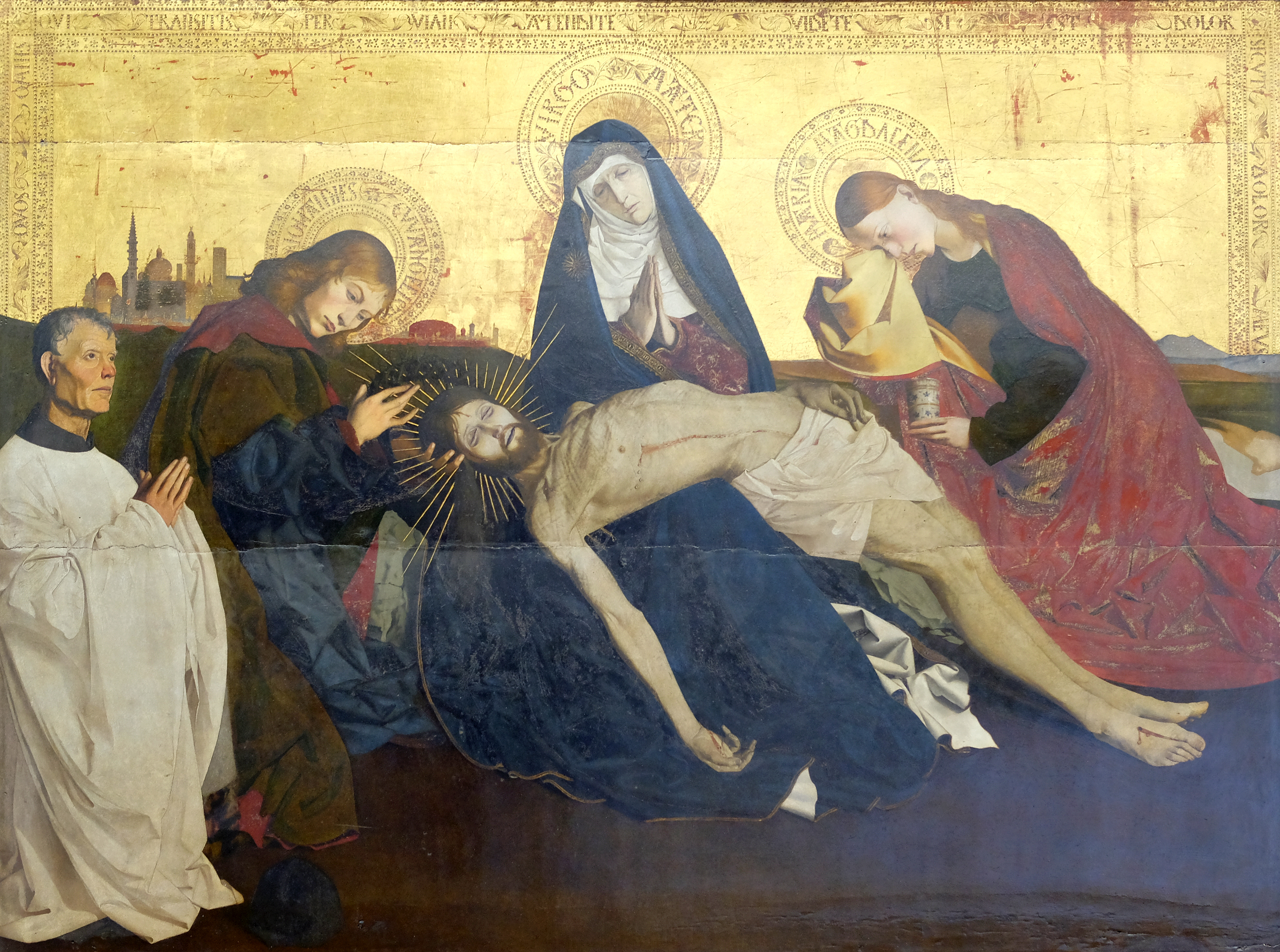
La Pietà de Villeneuve-lès-Avignon, par Enguerrand Quarton, un chef-d'œuvre de l'école d'Avignon.

L'école de peinture d'Avignon – ou simplement l'école d'Avignon – est un courant artistique regroupant différents peintres de la région d'Avignon, en France, du milieu XIVe  au début du XVIe siècle. Sont habituellement associés à ce foyer artistique provençal excellant dans la peinture chrétienne les noms de Jean Changenet, Nicolas Dipre, Nicolas Froment, Josse Lieferinxe ou encore Enguerrand Quarton.